# Karl Erb

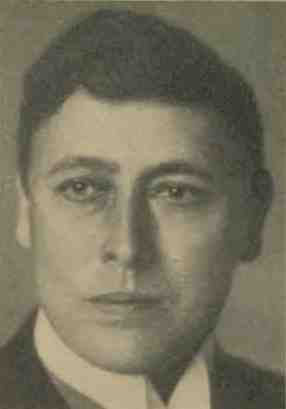
Karl Erb

Karl Erb (13 de julio de 1877, Ravensburg – 13 de julio de 1958, Ravensburg) fue un tenor alemán que cantó en  opera, oratorio y lieder. Creó papeles en estrenos mundiales de óperas de Hans Pfitzner. Fue el primer marido de la soprano húngara Maria Ivogün.

## Biografía
Nació en Ravensburg, hijo natural enfrentó una infancia traumática que lo hizo introvertido y difícil, allí fue miembro del coro escolar. En 1902, se incendió el Konigliche Hoftheater de Stuttgart mudándose la compañía a Ravensburg. Llamó la atención del director del teatro quien le ofreció debutar en Múnich. En 1906, comenzó a cantar en Stuttgart como Max (Der Freischütz), Lionel (Martha), Walter (Die Meistersinger von Nürnberg) y Mathias en Der Evangelimann de Wilhelm Kienzl, Lohengrin, Achilles (Iphigénie en Aulide), Faust de Charles Gounod antes de mudarse al ensemble del teatro de Lübeck donde cantó todos sus roles más conocidos desde 1908 trabajando con Hermann Abendroth, Wilhelm Furtwängler y otros. 
Hans Pfitzner entonces director de la opera de Estrasburgo reescribio su ópera Arme Heinrich para Erb en el Prinzregententheater de Múnich, cantando luegoLohengrin, Florestan y Hoffmann. En Stuttgart, Richard Strauss dirigió el estreno de su Ariadne auf Naxos con Maria Jeritza, Margarethe Siems y Erb como Bacchus.  Desde 1913 se incorporó al ensemble de Múnich con Bruno Walter en Cavalleria rusticana, Erik, Tannhäuser, Das Rheingold, Madama Butterfly y Tosca. Fue el primer Parsifalen Múnich, donde gracias a Burno Walter, cantó de Hugo Wolf, el Der Corregidor, de Franz SchrekerDer ferne Klang y Die Gezeichneten.
Bruno Walter fue el artífice de que abordara el Evangelista en La Pasión según Mateo de Bach convirtiéndose en modelo del personaje. En 1917 creó el rol principal de Palestrina con Maria Ivogün con quien se casaría en 1921, como Ighino cantándolo luego en Suiza. Incorporó a su repertorio óperas de Mozart, Don Giovanni, La finta giardiniera, La flauta mágica y Così fan tutte. 
El dúo Erb-Ivogün fue muy exitoso en el Festival Zúrich y otros teatros, llevándolos a Estados Unidos entre 1920 y 1924.
Al regreso a Alemania encontró el caos político y económico, Bruno Walter había dejado Múnich por Berlín en 1922 y no congeniaba con su sucesor, Hans Knappertsbusch.
En gira en 1926 con Ivogün y su acompañante Michael Raucheisen, casi se ahoga nadando en el Starnbergersee, salvado por Maria, nunca se recuperó completamente. En junio de 1930 hizo su última aparición en ópera como Florestán en Fidelio en la ópera de Berlín-Charlottenburg Oper bajo Wilhelm Furtwängler.
Un año después la pareja se divorció y ella se casó con Michael Raucheisen. No obstante, siguió cantando el Evangelista por el mundo hasta avanzada edad.
En 1933 fue patrocinador del movimiento nazi que lo nombró profesor en 1938, después de 1945 fue severamente cuestionado. En su Doktor Faustus, Thomas Mann hace alusión a Erb.
Dejó un importante legado de grabaciones como Liederista, grabaciones entre 1930-40, su último disco data de 1951 a los 74 años de edad, previamente había participado en la grabación de La luna de Carl Orff.
Toda su fortuna fue donada por el artista a su ciudad natal. Hasta el día de hoy, los jóvenes músicos son patrocinados por Karl-Erb-Stiftung y en Ravensburg, el anillo Karl Erb recuerda al gran hijo de la ciudad.

## Honores
- 1952: Orden del Mérito de la República Federal de Alemania.